# Cypr na Mistrzostwach Świata w Lekkoatletyce 2015
Cypr na Mistrzostwach Świata w Lekkoatletyce 2015 – reprezentacja Cypru podczas światowego czempionatu w Pekinie liczyła 3 zawodników.

## Występy reprezentantów Cypru

### Mężczyźni
| Konkurencja  | Zawodnik               | Eliminacja | Eliminacja | Finał    | Finał   |
| Konkurencja  | Zawodnik               | Rezultat   | Pozycja    | Rezultat | Pozycja |
| ------------ | ---------------------- | ---------- | ---------- | -------- | ------- |
| Rzut dyskiem | Apostolos Parelis      | 64,41 m    | 4. q       | 64,55 m  | 6.      |
| Skok wzwyż   | Dimitrios Chondrokukis | 2,31 m     | 7. Q       | 2,25 m   | 11.     |

### Kobiety
| Konkurencja   | Zawodnik         | Runda 1  | Runda 1 | Półfinał | Półfinał | Finał    | Finał   |
| Konkurencja   | Zawodnik         | Rezultat | Pozycja | Rezultat | Pozycja  | Rezultat | Pozycja |
| ------------- | ---------------- | -------- | ------- | -------- | -------- | -------- | ------- |
| Bieg na 100 m | Ramona Papaioanu | 11,29    | 23. q   | 11,38    | 24.      | NQ       | NQ      |
| Bieg na 200 m | Ramona Papaioanu | 23,30    | 24.     | NQ       | NQ       | NQ       | NQ      |